# Falsificazioni in ufologia

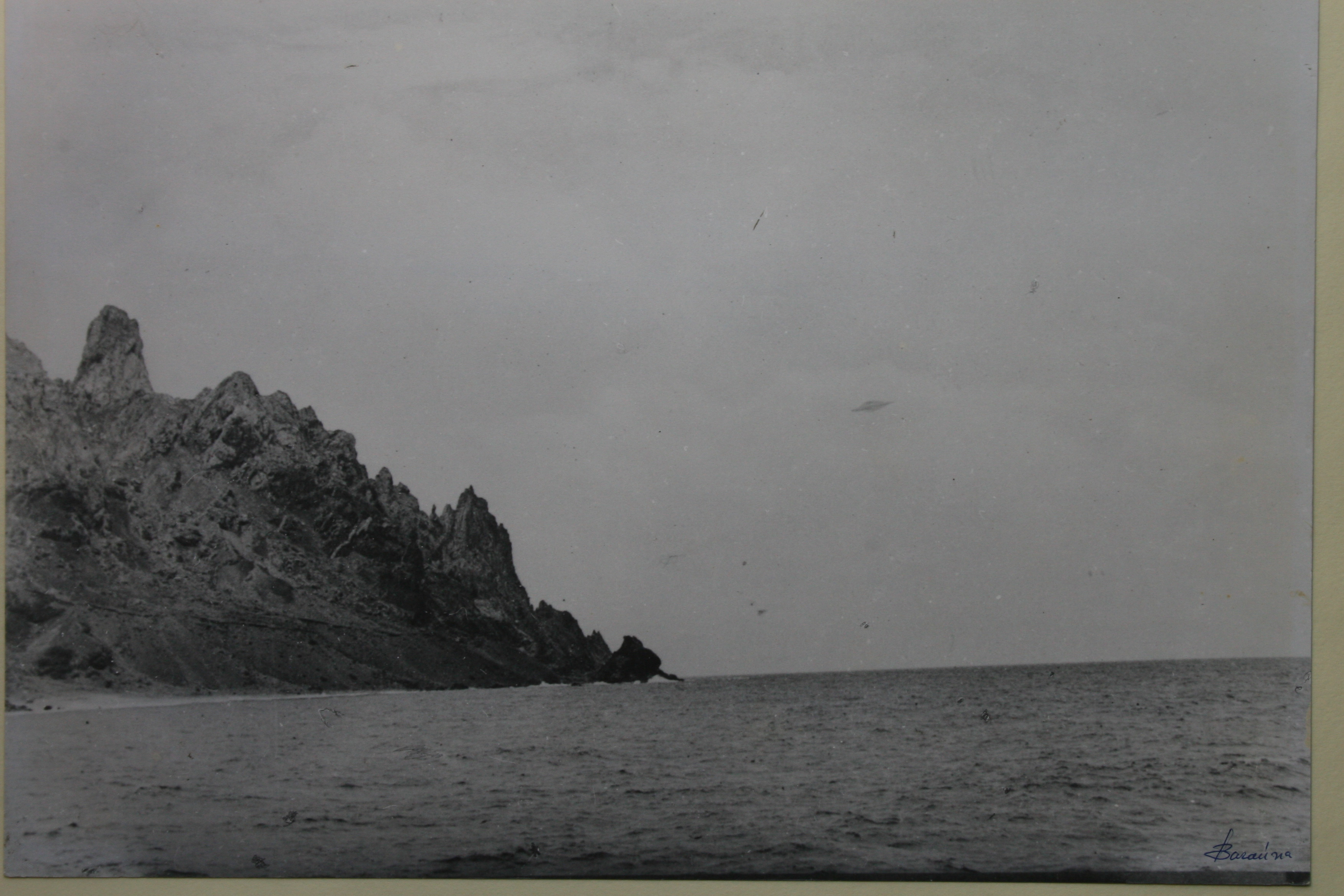
Questa foto, scattata a Trindade il 16 gennaio 1958, è un falso: il disco volante, rappresentato dal punto grigio scuro al centro dell'immagine, è stato ottenuto sovrapponendo due piatti sotto la giusta luce

Le deliberate falsificazioni in ufologia sono una delle tre spiegazioni date dalla United States Air Force e dalle commissioni ufficiali di studio statunitensi per spiegare gli avvistamenti di UFO. Le altre sono le allucinazioni e gli errori di interpretazione nell'avvistamento di oggetti noti, naturali o umani. Secondo il Progetto Blue Book, a queste tre spiegazioni sarebbe riconducibile circa il 95% degli avvistamenti ufologici, mentre il restante 5% di casi è inspiegato. A parere della comunità scientifica, l'esistenza di questi casi non spiegati non prova in sé nulla; in particolare, non ci sono prove per affermare che si tratti di veicoli extraterrestri, come sostengono certi ufologi.
Per il SEPRA, organizzazione ufficiale francese per lo studio degli UFO, le frodi intenzionali rappresentano circa l'1% sul totale dei casi in ufologia. Le motivazioni più comuni delle mistificazioni ufologiche sono riconducibili a: ricerca di notorietà per l'autore;mania di protagonismo ; pubblicità per una certa località; semplice voglia di scherzare; desiderio, da parte di certi ufologi, di presentare dei casi per aumentare il prestigio di fronte ai colleghi.
I casi più famosi in questo campo riguardano: avvistamenti di UFO; fotografie; filmati; incontri ravvicinati; rapimenti alieni. Alcune di queste mistificazioni sono state confessate in seguito dagli stessi autori, altre sono state scoperte da esperti in seguito all'accertamento di circostanze sospette e all'analisi di reperti.
Le mistificazioni ufologiche sono cominciate nel 1947, anno di nascita della moderna ufologia, ma hanno avuto come antesignane le bufale di fine Ottocento riguardanti le aeronavi.
Vi sono anche mistificazioni riguardanti la clipeologia, che consistono in falsi documenti storici riguardanti avvistamenti di UFO nei secoli passati; un famoso documento di questo genere è il cosiddetto Papiro Tulli.

## Falsificazioni riguardanti gli avvistamenti di UFO
Molti avvistamenti di UFO sono dovuti ad errori di interpretazione di oggetti o fenomeni naturali (pianeti, meteore, nubi lenticolari, pareli, fulmini globulari, spettri rossi, luci telluriche) o oggetti artificiali (palloni sonda, aerei convenzionali o sperimentali, satelliti artificiali, stadi di razzi vettori che rientrano nell'atmosfera in modo spettacolare, nubi di gas generate da razzi durante la fase di lancio). Meno comuni sono i casi spiegabili con allucinazioni, che in certe condizioni (es. privazione del sonno e limitazione degli stimoli sensoriali) possono capitare anche a persone normali, come gli automobilisti che guidano a lungo da soli di notte o in presenza di un paesaggio monotono.
Vi sono anche avvistamenti che non sono frutto di errori in buona fede, ma di menzogne volontarie e consapevoli. In alcuni casi, i mistificatori non si limitano a raccontare una falsa storia inventata da loro, ma arrivano a costruire un falso UFO mediante luci varie, palloni riempiti di elio o altri marchingegni, in modo da trarre in inganno testimoni inconsapevoli.

### L'incidente di Maury Island (1947)
Il testimone dell'incidente di Maury Island, Herbert Dahl, ha successivamente ritrattato affermando che si era inventato tutto. L'episodio è stato definito "la più sporca bugia della storia dell'ufologia" e si può considerare come la prima mistificazione nella storia dell'ufologia moderna, essendo avvenuto nello stesso periodo del famoso avvistamento di Kenneth Arnold.

### Il caso di Belesta (1954)
Quest'avvistamento, avvenuto a Belesta in Francia durante l'ondata di avvistamenti dell'autunno 1954, è stato considerato a lungo come "un classico dell'ufologia". La sera del 16 ottobre 1954 venne avvistata una strana luce che sembrava provenire da un oggetto molto brillante situato sul ciglio della montagna; l'oggetto salì verso l'alto e poi ridiscese, facendo questo movimento diverse volte. Il fenomeno durò per più di mezz'ora e fu visto da parecchi testimoni. Il giornale La Dépêche du Midi dedicò al fenomeno un lungo articolo, parlando di "sfere luminose che si muovevano come in una specie di ronda magica". Il caso è stato citato anche in libri di noti ufologi.
Dopo 55 anni un uomo, René Lagarde, ha confessato che si era trattato di uno scherzo, che aveva organizzato insieme ad altri amici. Dato che in quei giorni, alla radio e sui giornali, si parlava spesso di avvistamenti di dischi volanti, quel sabato sera il gruppo di giovani (una mezza dozzina) decise di organizzare la messinscena per divertirsi. Lagarde ha detto di avere deciso di parlare avendo constatato che dopo 55 anni si continuava ancora a citare l'avvistamento su libri e siti ufologici. L'uomo ha rivelato che lui e i suoi amici fabbricarono il falso UFO con una forcella di bicicletta, un manubrio, una ruota e alcune potenti lampade elettriche fissate alla struttura che avevano approntato. Quella di Belesta si può considerare come la prima mistificazione ufologica in Europa.

### Il caso di Socorro (1964)
Il famoso avvistamento di Socorro, fatto nel 1964 in Nuovo Messico dal poliziotto Lonnie Zamora, è stato identificato come un imbroglio dopo 45 anni. L'ex preside di un college ha confessato che il famoso avvistamento di Zamora, su cui avevano indagato gli ufologi del NICAP e dell'APRO, era in effetti una burla organizzata da alcuni studenti del college.

### Il caso di Morristown (2009)
Il 5 gennaio 2009 vennero avvistate cinque luci rosse nel cielo della Contea di Morris, nel New Jersey, con avvistamenti concentrati nelle città di Morristown e nelle vicine città di Morris Plains, Madison, Hanover e Florham Park. Alcuni cittadini telefonarono alla polizia e il tenente Jim Cullen avvisò la torre di controllo dell'aeroporto di Morristown, che non riuscì a determinarne la natura né a rilevarne la presenza con il radar. Nei giorni successivi furono intervistati diversi testimoni: uno di essi, Tom Bender, dichiarò che a suo parere non si trattava di oggetti fabbricati da uomini; un altro testimone, George Van Orden, disse che si muovevano in tre direzioni diverse (anche controvento), quindi non potevano essere palloni aerostatici; Paul Hurley, un ex pilota di aerei, disse che non aveva mai visto niente di simile nella sua vita. In seguito fu furono altri quattro avvistamenti, l'ultimo dei quali si verificò il 17 febbraio. 
Sugli avvistamenti, conosciuti come caso di Morristown, furono avanzate diverse ipotesi: veicoli extraterrestri, elicotteri, prototipi militari segreti. Fu avanzata anche l'ipotesi che si trattasse di lanterne cinesi lanciate in occasione di qualche festa, ma Bill Birnes, un noto ufologo, affermò che non c'erano elementi per sostenere tale ipotesi.
Tre mesi più tardi due uomini, Joe Rudy e Chris Russo, affermarono che si trattava di luci rosse attaccate a palloni riempiti di elio lanciati da loro stessi. Essi dissero che avevano organizzato il falso come un esperimento sociale, per dimostrare tra le altre cose come è facile prendere in giro i cosiddetti "esperti di UFO". La loro storia fu pubblicata sulla rivista statunitense Skeptic. In USA l'avvistamento di Morristown fu definito "The Great UFO Hoax of 2009".

## Falsificazioni riguardanti gli schianti di UFO
In ufologia si parla anche di UFO crash, cioè di UFO che sarebbero precipitati schiantandosi a terra o in mare. Nella maggior parte dei casi questi avvenimenti sono stati spiegati con cadute di palloni sonda, satelliti artificiali o meteoriti, ma non mancano casi di mistificazioni.

### Incidente di Aztec
Un giornalista statunitense, Frank Scully, raccontò in un suo libro che un ricco uomo d'affari, Silas Newton, e uno scienziato, presentatosi come il "dott. Gee", gli avevano raccontato che il 25 marzo 1948 ad Aztec, in Nuovo Messico, era precipitato un UFO, al cui interno i militari avevano recuperato i corpi di diversi umanoidi di piccola statura. La storia divenne nota come incidente di Aztec e venne anche chiamata "l'altra Roswell", per le analogie con il più famoso incidente di Roswell. Un giornalista del San Francisco Chronicle, Philip Cahn, indagò sulla vicenda e scoprì che il dott. Gee si chiamava in realtà Leo Gebauer ed era socio di Silas Newton; i due avevano viaggiato nella zona cercando di vendere strumenti (a loro dire basati sulla tecnologia aliena) per la ricerca di petrolio, gas e oro. Per convincere i potenziali acquirenti, Newton mostrava loro un presunto pezzo recuperato dall'UFO. Con un gioco di destrezza, Cohn riuscì ad impadronirsene e lo fece analizzare, scoprendo che era composto da alluminio per pentole. Nel 1952 i particolari della truffa vennero raccontati in un articolo pubblicato sulla rivista True. A seguito dell'articolo, vennero allo scoperto diverse persone truffate da Newton e Gebauer, che vennero arrestati nel 1953.

## Falsificazioni di fotografie
Molti UFO presenti nelle fotografie sono stati spiegati con difetti della pellicola oppure con oggetti convenzionali (ad es. palloni sonda) ripresi in buona fede dal fotografo. Vi sono poi le foto truccate di UFO, che sono state realizzate mediante l'uso di modellini o di particolari tecniche fotografiche come la doppia esposizione. Alcune foto realizzate da abili fotografi furono riconosciute come false solo dopo parecchi anni, a seguito dell'introduzione di nuove e sofisticate tecniche di analisi.

### Le fotografie di Barra da Tijuca (1952)
Nel 1952 il giornalista João Martins e il fotografo Eduardo Keffel riferirono di avere avvistato un UFO il 7 maggio a Barra da Tijuca, vicino a Rio de Janeiro. Keffel scattò 5 fotografie dell'oggetto, che vennero pubblicate l'8 maggio sul giornale O Cruzeiro. La Forza Aerea Brasiliana condusse un'inchiesta e dichiarò che le foto erano autentiche. Il fotografo Almiro Barauna, esperto di trucchi fotografici, analizzò le foto e dichiarò pubblicamente in un'intervista che secondo lui erano false. Negli anni sessanta le foto furono analizzate da un esperto statunitense della Commissione Condon; pur non dichiarando espressamente la falsità delle foto, l'esperto rilevò diverse incongruenze, che vennero giustificate dal direttore dell'APRO. Nel 1981 William Spaulding, ingegnere aeronautico e ufologo del Ground Saucers Watch, ha analizzato le foto ed è arrivato alla conclusione che sono dei falsi realizzati con l'uso di un modellino del diametro di 40 centimetri.

### Le fotografie di Trindade (1958)
Le fotografie dell'avvistamento di Trindade, scattate nel 1958 dal fotografo Almiro Barauna, sono state per lungo tempo fonte di discussione. Ritenute inizialmente autentiche dalla Marina Militare brasiliana, vennero comunque messe in dubbio dagli scettici, dal momento che Barauna era un noto esperto di trucchi fotografici. Nel 1999 il ricercatore Martin J. Powell ha rilevato che l'UFO, ripreso frontalmente nelle prime due foto, assomiglia al profilo sfocato di un aereo dell'epoca; tale spiegazione non si adatta tuttavia alla terza foto, in cui l'UFO è visto da un'altra prospettiva ed ha una forma assai differente. Nel 2010 una parente di Barauna, nel frattempo deceduto, ha raccontato che durante una riunione di famiglia, in cui lei era presente, il fotografo aveva confessato che le foto erano false. Per mostrare come aveva fatto, Barauna prese due piatti, li mise uno sull'altro e li fotografò davanti alla porta del frigorifero con la giusta illuminazione.

### Le fotografie di San José de Valderas (1967)
Il 1º giugno del 1967 fu avvistato un UFO in Spagna a San José de Valderas, vicino a Madrid. L'ingegnere José Luis Jordán Peña effettuò un'indagine sull'avvistamento e rintracciò un testimone che aveva scattato alcune fotografie. I negativi vennero esaminati dalla Guardia Civil, che non rilevò tracce di alterazioni. L'avvistamento di San José de Valderas con le relative foto venne definito "un caso perfetto" dagli ufologi Antonio Ribera e Raphael Farriols, che vi dedicarono un libro. Nel 1977 le fotografie vennero esaminate indipendentemente da due ricercatori (il francese Claude Poher del CNES e lo statunitense William Spaulding del Ground Saucer Watch), che giunsero alla conclusione che erano state realizzate mediante un modello di UFO appeso ad un filo. Nel 1996 Peña confermò la falsificazione (organizzata per confermare il mito degli extraterrestri del pianeta Ummo) e ne spiegò i dettagli all'ufologo spagnolo Manuel Carballal. Nonostante le analisi dei ricercatori e la confessione di Peña, alcuni ufologi continuano a credere nell'autenticità delle foto.

### La fotografia di Beert (1975)
Nel novembre del 1975 a Beert in Belgio cinque studenti portarono alla redazione di un giornale locale la fotografia di un UFO che definirono "il caso del secolo". Il giornale pubblicò la foto, con un articolo che chiedeva se vi erano testimoni. Nei giorni successivi la redazione fu assalita da file di testimoni che giuravano di avere visto lo stesso oggetto. Ci fu anche una mini-ondata di avvistamenti di UFO. Dopo qualche giorno, i cinque studenti rivelarono che la foto era un falso. Per gli scettici legati all'ipotesi psicosociale sugli UFO, l'esperienza ha dimostrato che a partire da un falso caso si possono generare altre testimonianze, ugualmente false, per semplice contagio psicologico. I credenti negli UFO hanno gridato allo scandalo, senza potere però invalidare la correttezza della dimostrazione.

### Le fotografie di Gulf Breeze (1987)
Gli avvistamenti di Gulf Breeze si sono verificati in Florida tra il novembre e il dicembre del 1987. L'11 novembre un costruttore edile, Ed Walters, raccontò di avere visto un piccolo UFO vicino a casa sua; il 2 dicembre egli rivide lo stesso UFO e, messo in allarme dal cane che abbaiava, si accorse della presenza di un alieno vicino alla porta posteriore di casa sua. Walters scattò con una Polaroid parecchie foto dell'UFO ma nessuna dell'alieno. Le foto a colori scattate da Walters vennero pubblicate da una rivista e suscitarono un dibattito, per cui vennero esaminate dal dottor Robert Nathan della NASA, che però non poté certificarne l'autenticità. Walters si rivolse allora al fisico ottico Bruce Maccabee, che si pronunciò a favore dell'autenticità delle foto. Nelle settimane successive, parecchi cittadini di Gulf Breeze segnalarono avvistamenti di UFO. Tre anni più tardi, nel 1990, Walters si trasferì altrove con la famiglia e il nuovo inquilino trovò in soffitta un modellino molto simile all'UFO raffigurato nelle foto. La notizia del ritrovamento del modellino venne pubblicata sui giornali e Walters si difese dicendo che erano stati i debunkers a collocarlo nella sua casa per screditarlo. Le foto vennero allora esaminate da altri investigatori (tra cui l'esperto di fotografia forense William G. Hyzer), che arrivarono alla conclusione che erano false. Bruce Maccabee non concorda con le conclusioni degli altri esperti e continua a ritenere che le foto di Walters siano autentiche.

### La fotografia di Petit-Rechain (1990)
L'autenticità della famosa foto di un UFO triangolare scattata nell'aprile del 1990 a Petit-Rechain durante l'ondata di avvistamenti di UFO in Belgio è stata molto dibattuta. Alcuni scettici, tra cui ricercatori dell'Università di Liegi, hanno espresso l'opinione che sia un falso. Quando un fotografo professionista racconta la storia di un testimone che prende una fotografia con un teleobiettivo e con il tempo di otturazione di più di due secondi e assicura che non si è mosso, "l'inconsistenza di questa storia" può fare credere che il fotografo ha preso in giro gli "esperti" a cui ha dato la fotografia.
Nella storia c'è poi uno stereotipo tipicamente falso: un testimone che prende due fotografie e si affretta a buttare la seconda, come se quest'ultima potesse rivelare tracce di un falso.
Il 26 luglio del 2011 l'autore della foto ha confessato pubblicamente che si tratta di un falso, da lui realizzato insieme ad alcuni amici: l'UFO triangolare è in realtà un modellino costruito con un pezzo di polistirolo dipinto e alcune lampadine.

## False interpretazioni di fotografie
In questi casi, foto non truccate di soggetti "terrestri" (come riflessi di luce o manichini) sono state presentate come foto di UFO o di alieni.

### La fotografia del Carosello di Washington (1952)
In vari articoli e libri dove si parla degli avvistamenti del 1952 conosciuti come Carosello UFO di Washington, è stata pubblicata una foto che raffigura una formazione di UFO che sorvola il Campidoglio. Nel 1988 il ricercatore spagnolo Borraz Aymerich ha scoperto che la famosa foto è stata pubblicata tagliata. Dalla foto intera si capisce che gli UFO che si vedono in cielo sono invece un riflesso sull'obiettivo della macchina fotografica, provocato dalle luci di alcuni lampadari.

### Le fotografie dell'UFO di Laredo (1980)
Nel 1980 l'ufologo Dennis Pilichis ha rivelato che un suo collega, Willard McIntyre, aveva avuto notizia che nei primi di agosto del 1948 era stato ritrovato un UFO schiantatosi al suolo in Texas vicino a Laredo e che il veicolo conteneva il corpo di un umanoide. McIntyre aveva avuto l'informazione tramite una lettera anonima ricevuta nel gennaio del 1979; qualche mese più tardi, aveva ricevuto un'altra lettera con i negativi originali delle foto. Pilichis e McIntyre hanno pubblicato nel 1981 un libriccino con i dettagli della storia. Nel 1982 le fotografie sono state esaminate dall'ufologo William Spauling, direttore del Ground Saucers Watch, che ha riconosciuto l'ogiva di un razzo sperimentale (probabilmente una V2) contenente il corpo di una scimmia.

### La fotografia di Ilkley Moor (1987)
Il 1º dicembre 1987 a Ilkley Moor, nel Regno Unito, fu scattata una fotografia di un presunto alieno; il testimone, il poliziotto in pensione Philip Spencer, riferì di avere visto lo strano essere dopo avere avvistato un UFO. La fotografia fu all'origine di un'indagine del MUFON e del MUFORA (Manchester UFO Research Association) prima che venisse pubblicata sul periodico Magonia. Alcuni ufologi hanno considerato questa fotografia come la più credibile tra le foto di presunti alieni. Il 2 luglio 1989 il giornale inglese The Daily Star pubblicò la foto con la spiegazione: l'alieno raffigurato era in realtà un agente di assicurazione, inconsapevole di essere stato fotografato, che si travestiva in quel modo quando doveva andare a trovare la clientela in zone isolate attraversando le colline. Un investigatore belga della SOBEPS, analizzando questo caso, ha così commentato: "Ma come possiamo immaginare che investigatori esperti possano essere ingannati da una burla o abbaglio così banale?" Alcuni ufologi contestano tuttavia questa spiegazione, perché Spencer ha riferito che dopo l'incontro con il presunto alieno la bussola che aveva con sé è impazzita, cosa non spiegata dall'incontro con un agente di assicurazione travestito; ciò però non prova di per sé l'avvistamento di un alieno, perché il testimone potrebbe avere rotto la sua bussola accidentalmente. Gli scettici si chiedono comunque come mai oltre al presunto alieno il testimone non abbia fotografato anche l'UFO che ha detto di avere avvistato, per cui ritengono possibile che Spencer possa avere manomesso la sua bussola e inventato l'avvistamento dell'UFO per avvalorare l'idea che quello ritratto nella foto fosse veramente un alieno.

### La fotografia di Penthouse (1996)
Nel settembre 1996 la rivista Penthouse, dopo ampia pubblicità, pubblica la fotografia di un alieno che l'editore Bob Guccione aveva avuto da una donna di cui non ha rivelato l'identità. Poco tempo dopo la pubblicazione, si è scoperto che si trattava della fotografia del manichino di un alieno realizzato da Steve Johnson (esperto di effetti speciali) ed esposto al Museo Internazionale degli UFO di Roswell.

## Falsificazioni di filmati
Il giornalista scientifico Robert Sheaffer ha rilevato che molti filmati sugli UFO sono confusi e presentano luci o sagome indistinte che possono essere qualsiasi cosa. Vi sono anche filmati che mostrano chiaramente extraterrestri e dischi volanti e che sono stati dichiarati falsi dagli esperti dopo attente analisi.

### Autopsia di un alieno
Negli anni novanta la scoperta del filmato sull'autopsia di un alieno, correlato all'incidente di Roswell, ha avuto una grande risonanza e varie reti televisive di tutto il mondo hanno trasmesso le immagini di ciò che appare essere il corpo di un presunto alieno, disteso su un lettino, che viene sottoposto ad autopsia. Il filmato non ha retto alle indagini condotte successivamente dagli esperti, che lo hanno classificato come falso. Il sociologo francese Pierre Lagrange ha spiegato il suo punto di vista sul caso. Secondo Lagrange, un produttore cinematografico, Ray Santilli, ha deciso di trarre profitto dalla credulità della gente; parlando di un vecchio caso di UFO, l'incidente di Roswell, in cui sarebbe precipitato un UFO uccidendo nella caduta gli occupanti, ha messo in vendita un filmato che diceva di avere acquistato da Jack Barnett, un sedicente ex cineoperatore dell'esercito statunitense. Diverse televisioni hanno acquistato i diritti del filmato e lo hanno trasmesso. Dopo le indagini degli esperti, Santilli ha ammesso che il filmato era falso, anche se ha affermato che esiste un filmato originale, troppo rovinato per essere trasmesso.

### UFO a Città del Messico (1997)
Nel mese di settembre 1997 il giornalista e ufologo messicano Jaime Maussán trasmette durante il suo programma televisivo domenicale un filmato che mostra un UFO che si muove in cielo tra alcuni grattacieli di Città del Messico. Il video era pervenuto al giornalista insieme ad una lettera in cui l'operatore, che voleva conservare l'anonimato, spiegava che le riprese erano state effettuate il 6 agosto. Un'inchiesta ha messo in rilievo che nei giorni successivi al presunto avvistamento la stampa locale non ha riportato alcuna notizia in merito e che l'UFO non è stato rilevato dai radar dell'aeroporto internazionale di Città del Messico; inoltre non è stato trovato alcun testimone dell'avvistamento tra gli abitanti dei palazzi che si vedono nel filmato. La maggior parte degli esperti che ha esaminato il filmato, tra cui il fisico ottico e ufologo Bruce Maccabee, ha concluso che il video è un falso.

## Falsificazioni di documenti

### Le lettere degli Ummiti
Nel 1966 alcuni ufologi, tra cui lo scrittore spagnolo Fernando Sesma Manzano, cominciarono a ricevere lettere da parte di sedicenti extraterrestri che dicevano di essere in missione sulla Terra e di provenire dal pianeta Ummo, orbitante intorno alla stella Wolf 424. La cosa andò avanti per diversi anni, fino a creare un vero e proprio mito. Nel 1993 lo spagnolo José Luis Jordán Peña confessò che si trattava di un falso, che aveva organizzato per scopi scientifici (studiare la tendenza della gente alla paranoia).

### Il documento sul Majestic 12 (1984)
Nel dicembre del 1984 l'ufologo Jaime Shandera riceve per posta un plico, in cui non è indicato il mittente, che contiene un filmato. Shandera esamina la pellicola assieme al collega ufologo William Moore e si rende conto che si tratta della riproduzione di un documento segreto con cui il presidente Harry Truman dispone la costituzione di un comitato, formato da 12 persone e chiamato Majestic 12. Il gruppo, di cui fanno parte influenti militari, scienziati e politici, viene incaricato di studiare gli UFO, con particolare riguardo a quello precipitato nell'incidente di Roswell. Il documento viene studiato da diversi scettici, tra cui Philip J. Klass, che scoprono diverse incongruenze storiche e tipografiche incompatibili con la sua autenticità; in particolare, Klass scopre che la firma di Truman è stata fotocopiata sul documento del Majestic 12 prendendola da un'altra lettera scritta dal presidente. Anche l'ufologo Jerome Clark ritiene falso il documento, tanto che lo ha collocato nel capitolo "Scherzi" della sua enciclopedia ufologica.

## Falsificazioni riguardanti i rapimenti alieni
Le esperienze di persone che sostengono di essere state vittime di rapimenti alieni possono essere spiegate scientificamente con allucinazioni, falsi ricordi e altre cause psicologiche, ma in alcuni casi sono frutto di mistificazioni deliberate.

### Il caso di Cergy-Pontoise (1979)
Tre giovani (Jean-Pierre Prèvost, Franck Fontaine e Salomon N'Diaye) nel novembre del 1979 avrebbero avvistato un UFO in Francia, a Cergy-Pontoise; mentre due di loro si allontanavano per prendere la macchina fotografica, gli alieni avrebbero rapito il terzo amico, rimasto da solo. I giovani hanno denunciato la scomparsa dell'amico alla polizia. Dopo alcuni giorni, il giovane è ricomparso ed ha confermato di essere stato rapito dagli alieni, che gli avrebbero comunicato telepaticamente che sarebbero ritornati il 15 agosto del 1980. Alla data stabilita numerose persone aspettarono inutilmente insieme al giovane il ritorno degli alieni. Tre anni più tardi, trascorso il termine della prescrizione legale, uno dei giovani, Jean-Pierre Prèvot, ha ammesso l'imbroglio con una dichiarazione pubblica, affermando che era stato lui ad avere organizzato tutto. L'amico scomparso, Franck Fontaine, aveva trascorso gli otto giorni del "rapimento" nell'appartamento di un altro amico, a Pontoise; lo stesso Prèvot lo ha condotto lì e poi l'ha riportato indietro. L'episodio, che all'epoca ha avuto una vasta attenzione sulla stampa internazionale, è stato definito "una delle tre più grandi bugie della storia dell'ufologia". Jacques Vallée ha avanzato l'ipotesi che l'episodio non sia stato una semplice burla di studenti, ma che i tre giovani si siano prestati ad un esperimento sociologico sulla credulità della gente.

## Falsificazioni riguardanti le mutilazioni al bestiame
Le mutilazioni misteriose del bestiame, che secondo vari ufologi sono opera di alieni, sarebbero riconducibili a cause naturali (predatori, insetti ecc...). A sostegno di quest'ipotesi c'è anche un esperimento condotto nel 1979 in Arkansas dallo sceriffo Herb Marshall, che ha fatto lasciare all'aperto carcasse di animali morti da poco, facendole sorvegliare dai suoi uomini. Dopo due giorni, il gas all'interno dello stomaco degli animali si è espanso aprendo il ventre ed esponendo gli organi interni, che sono stati attaccati da insetti. Il risultato è stato una carcassa che corrispondeva alle comuni storie di mutilazioni, per cui lo sceriffo Marshall ha chiuso il caso sulle mutilazioni animali nella sua zona, considerandole di origini naturali. In altri casi, le mutilazioni sarebbero frutto di mistificazioni. Ad esempio, si ritiene che parte delle mutilazioni avvenute in Sudamerica sarebbero state effettuate da organizzazioni malavitose, con finalità intimidatorie verso gli allevatori. Secondo alcuni scettici, è possibile che in alcuni casi avvenuti negli Stati Uniti le mutilazioni possano essere state effettuate dagli stessi allevatori per riscuotere l'assicurazione per la morte degli animali, che copre il vandalismo ad opera di ignoti ma non la morte dei capi per cause naturali. In ogni caso l'entità del fenomeno delle mutilazioni, alla cui base non ci sarebbero cause straordinarie, sarebbe stata amplificata per isteria collettiva. L'ufologo Nick Pope (ex funzionario del Ministero della Difesa britannico), sostiene invece che buona parte dei casi denunciati di" mutilazione aliena del bestiame" in USA sarebbero stati orchestrati da funzionari del governo americano impegnati nel valutare l'assorbimento di polveri radioattive da parte del bestiame negli stati dell'ovest americano. I principali poligoni dove sono stati effettuati test nucleari endo-atmosferici (fino al 1963) si trovano negli stati del Nevada e del Nuovo Messico; gli stati dove si registra il maggior numero di mutilazioni sono questi, oltre agli stati confinanti dell'Arizona, del Colorado, dell'Oklahoma e del Texas. Pope mette anche in evidenza che la tecnologia dei raggi laser, che ha permesso la costruzione di bisturi laser, è a disposizione della scienza terrestre da più di 30 anni.

## Falsificazioni riguardanti i contattisti
I contattisti raccontano storie fantasiose di presunti incontri ravvicinati con forme di vita aliene senza mai esibire prove serie e concrete delle loro affermazioni. In alcuni casi è stata palesemente dimostrata la falsità dei loro racconti.

### George Adamski
George Adamski, uno dei primi e dei più famosi contattisti, negli anni cinquanta raccontò di avere compiuto viaggi a bordo di dischi volanti pilotati da Venusiani e di avere visto la faccia nascosta della Luna, su cui si trovavano città, alberi e montagne con le cime coperte di neve. I racconti di Adamski sono stati smentiti dalle foto lunari inviate dalle sonde spaziali. Adamski ha anche esibito foto di dischi volanti, in cui sono stati riconosciuti oggetti terrestri come lampadari e coperchi di refrigeratori per bibite.

### Billy Meier
Billy Meier, famoso contattista svizzero, nella seconda metà degli anni settanta ha raccontato di essere stato contattato da alieni provenienti dalle Pleiadi, che gli avrebbero fatto fare viaggi a bordo delle loro astronavi e gli avrebbero affidato messaggi spirituali per l'umanità. A riprova dei suoi contatti, Meier ha esibito diverse foto di UFO, di pianeti del sistema solare e di tre astronaute aliene e anche alcuni filmati, nonché alcuni frammenti di metallo che a suo dire sono di provenienza aliena. Alcuni esperti, tra cui l'ingegner William Spaulding (direttore del Ground Saucer Watch) e il maggiore Colman Von Keviczky (ex fotografo dell'ONU) hanno accertato che le foto degli UFO sono state realizzate per mezzo di modellini appesi ad un filo, che le foto dei pianeti sono riproduzioni di immagini ottenute da sonde spaziali americane e che i volti delle astronaute aliene corrispondono a quelli di tre modelle svedesi.
Anche il fisico Bruce Maccabee ha esaminato le foto di Meier trovando diverse incongruenze (presenza di linee sopra gli oggetti, inquadrature troppo perfette per essere delle istantanee, mancanza di conferme degli avvistamenti da parte di altri testimoni residenti in zona) ed è giunto anche lui alla conclusione che gli UFO fotografati sono modelli sostenuti da un supporto. Maccabee ha esaminato anche il filmato di un UFO in volo realizzato da Meier e lo ritenuto falso. Alcuni sostenitori di Meier hanno ribattuto che i falsi sono stati realizzati da persone che volevano screditare il contattista svizzero e hanno affermato che altre foto sono state esaminate da altri esperti, che le hanno ritenute autentiche, ma parecchi ufologi ritengono che l'attendibilità di tali analisi sia molto dubbia, anche perché sarebbero state condotte su copie di terza generazione e non sui negativi originali. Per quanto riguarda i pezzi di metallo in possesso di Meier, i ricercatori dell'Independent Investigations Group hanno affermato che i risultati delle analisi non provano la loro provenienza extraterrestre.